# Каракозов, Дмитрий Владимирович

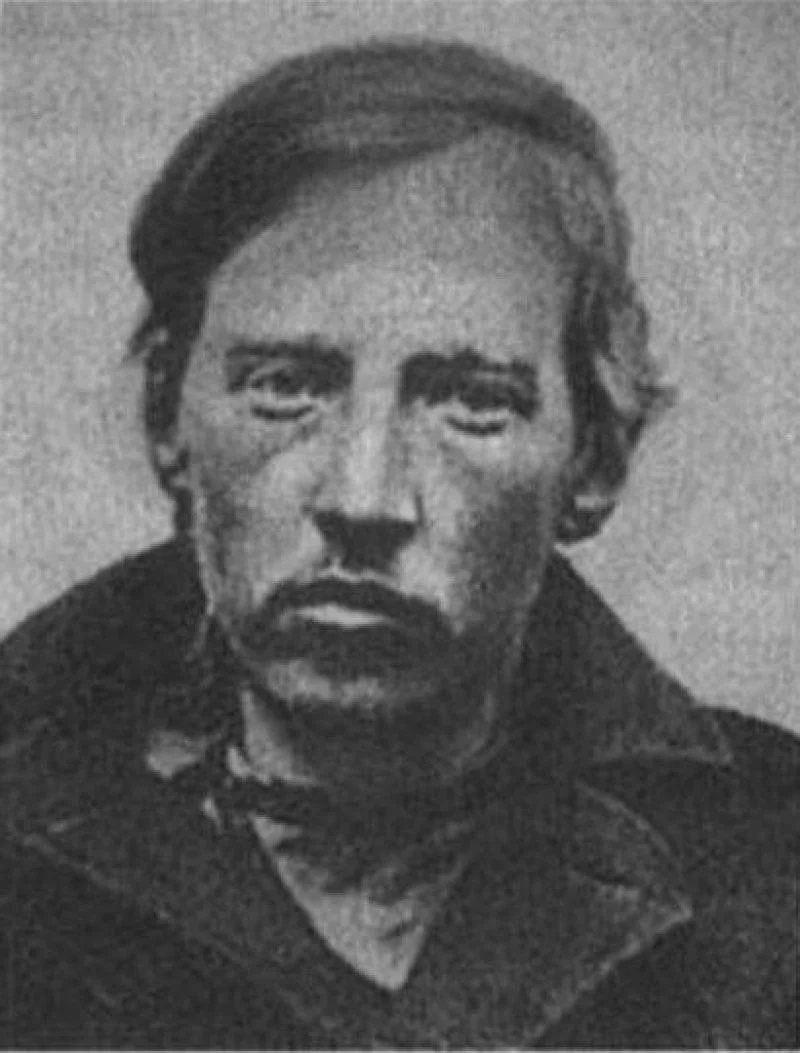
Фотография, сделанная после ареста

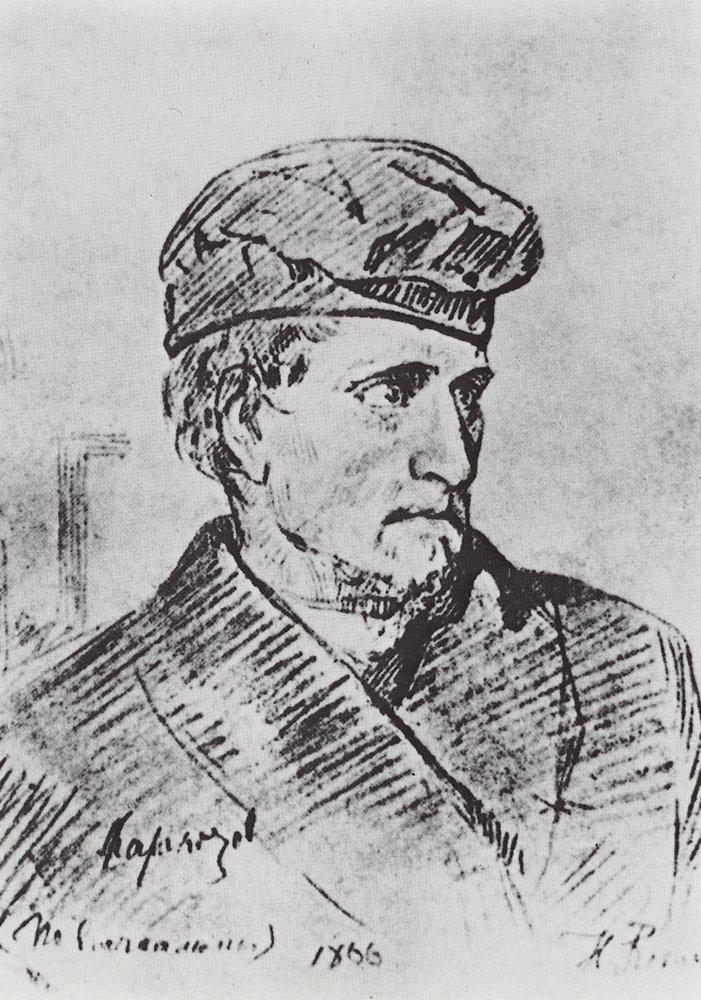
Портретная зарисовка работы И. Репина (1866)

Дми́трий Влади́мирович Карако́зов (23 октября [4 ноября] 1840, с. Жмакино, Саратовская губерния — 3 [15] сентября 1866, Санкт-Петербург) — русский революционер-террорист, совершивший 4 (16) апреля 1866 года первый революционно-террористический акт в истории России — покушение на императора Александра II.

## Биография

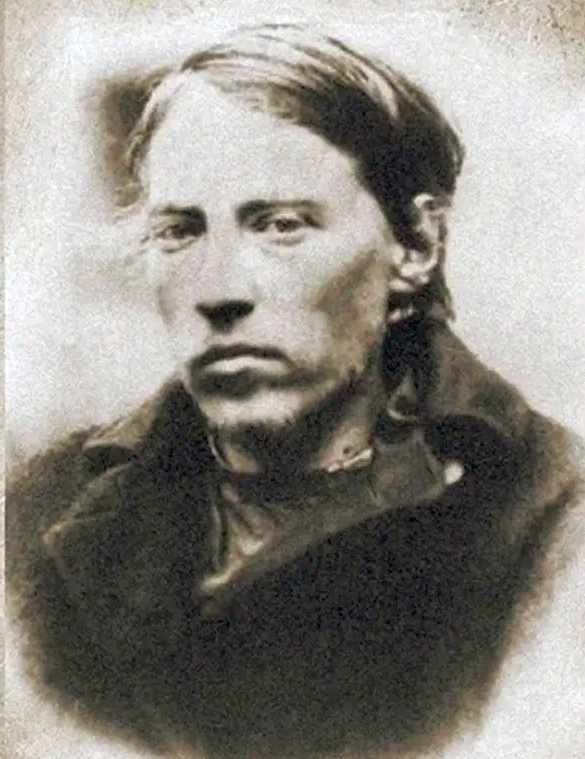
Дмитрий Каракозов

Окончил 1-ю Пензенскую мужскую гимназию в 1860 году. В 1861 году поступил на юридический факультет Казанского университета, в октябре был исключён за участие в студенческих волнениях и выслан на родину. В сентябре 1863 года вновь был принят в Казанский университет.
В 1864 году перевёлся в Московский университет (в 1865 отчислен за неуплату). Одно время жил в деревне у родных, а также работал письмоводителем при мировом судье Сердобского уезда.
В 1865 году вступил в тайное революционное общество («Организация»), возглавляемое его двоюродным братом Николаем Ишутиным (1840—1879). Вместе с некоторыми членами кружка Каракозов стал сторонником тактики индивидуального террора и считал, что убийство царя может послужить толчком для пробуждения народа к социальной революции.
Весной 1866 года он по собственной инициативе выехал в Санкт-Петербург с целью покушения на императора. Мотивы своего поступка Каракозов изложил в рукописной прокламации «Друзьям-рабочим», в которой призывал народ к революции и установлению социалистического строя после цареубийства.
Стрелял в Александра II у ворот Летнего сада 4 (16) апреля 1866 года, однако промахнулся. По официальной версии, причиной промаха Каракозова стало то, что его руку оттолкнул картузник (шапочный мастер) Осип Комисаров, который впоследствии был возведён в дворянское достоинство с фамилией Комиссарова-Костромского.
В прокламации «Друзьям-рабочим!», которую Каракозов распространял накануне покушения (один её экземпляр обнаружили в кармане террориста при аресте), революционер объяснял мотивы своего поступка: «Грустно, тяжко мне стало, что… погибает мой любимый народ, и вот я решил уничтожить царя-злодея и самому умереть за свой любезный народ. Удастся мне мой замысел — я умру с мыслью, что смертью своею принёс пользу дорогому моему другу — русскому мужику. А не удастся, так всё же я верую, что найдутся люди, которые пойдут по моему пути. Мне не удалось — им удастся. Для них смерть моя будет примером и вдохновит их…»
Был арестован и заключён в Алексеевский равелин Петропавловской крепости. Следствие по делу Каракозова возглавлял граф Михаил Муравьёв, не доживший двух дней до вынесения приговора. Сначала террорист отказывался давать показания и утверждал, что он крестьянский сын Алексей Петров. В ходе следствия было установлено, что проживал он в 65-м номере в Знаменской гостинице. При обыске в номере полицией было обнаружено разорванное письмо Ишутину, который был немедленно арестован и от которого и узнали имя Каракозова. По ряду данных, в ходе следственных мероприятий Каракозова лишали сна.
В ходе процесса в Верховном уголовном суде (10 августа — 1 октября 1866 года) над членами кружка ишутинцев, в заседании 31 августа под председательством князя Павла Гагарина, был приговорён к смертной казни. Защиту осуществлял назначенный государственным защитником присяжный поверенный Алексей Остряков. В приговоре Суда отмечалось, что в покушении на жизнь «Священной особы государя императора» (одно из 2 обвинений) Каракозов «сознался, объяснив пред Верховным Уголовным Судом, при выдаче ему копии с обвинительного акта, что преступление его так велико, что не может быть оправдано даже тем болезненным нервным состоянием, в котором он находился в то время». Суд определил: «именующегося дворянином, но не утверждённого в дворянстве Дмитрия Владимирова Каракозова 25 лет, по лишении всех прав состояния, казнить смертию через повешение».
Был повешен 3 (15) сентября на Смоленском поле (Васильевский остров) в Санкт-Петербурге, при большом стечении народа. Зарисовку Каракозова перед казнью оставил присутствовавший на Смоленском поле Илья Репин.

## Последствия покушения
Первое в истории покушение на царя вызвало оцепенение в обществе и перестановки в правительстве: были уволены наиболее либеральные сторонники политики реформ, многие общественники (вроде Каткова) отшатнулись от реформ и стали дрейфовать вправо. Тогда же были произведены обыски и аресты некоторых сотрудников либеральных изданий; журнал «Современник» Некрасова закрыт (несмотря на хвалебные стихи, написанные поэтом Муравьёву и Комисарову).
На месте покушения на царя была установлена часовня, снесённая при советской власти в 1930 году. В советское время в честь Каракозова были названы улицы в Кривом Роге, Сердобске, Можайске, Туле и Пензе.

## Некоторые сведения
- После теракта мелкопоместные дворяне Каракозовы сменили фамилию и стали именоваться Михайловыми-Расловлевыми.

## Музыка
- 6 ноября 2022 года у группы Сейф вышел клип «Выстрел Каракозова».